# Licaria conoidea
Licaria conoidea är en lagerväxtart som beskrevs av Cyrus Longworth Lundell. Licaria conoidea ingår i släktet Licaria och familjen lagerväxter. Inga underarter finns listade i Catalogue of Life.